# Transformers: War for Cybertron Trilogy (serie animata)
Transformers: War for Cybertron Trilogy, nota in italiano anche col titolo Transformers - La battaglia per Cybertron: La trilogia, è una serie animata statunitense, basata sull'omonima linea di giocattoli.

## Trama

### Capitolo 1:L'assedio(Siege)
Cybertron è stato devastato dalla guerra civile tra Autobot e Decepticon. Nel tentativo di porre fine al conflitto, Megatron considera l'utilizzo dell'Allspark come ultima risorsa, ma Optimus Prime vuole impedire che ciò accada, anche se ciò significa distruggere Cybertron per salvarlo. Nel primo episodio, Bumblebee e Wheeljack scoprono un ponte spaziale mentre cercano dell'Energon. Vengono arrestati dai Decepticon Starscream, Thundercracker e Jetfire. Quando gli Autobot tentano di fuggire, vengono salvati da Optimus Prime che ingaggia un duello con Megatron e presenta Bumblebee al resto degli Autobot sull'Arc.
Bumblebee se ne va, dicendo che "non vuole combattere la loro guerra". Nel secondo episodio, Ultra Magnus si arrende ai Decepticon, poiché afferma ripetutamente di essere "stanco di una guerra infinita". Megatron tortura Magnus per ottenere la posizione della base Autobot, dopo aver usato il comlink di Magnus per attirare gli Autobot in una trappola. Questa imboscata provoca la presunta morte del Decepticon Impactor, che successivamente viene rivelato essere ancora vivo e questi cambia schieramento dopo essere stato riparato dall'Autobot Ratchet. Wheeljack conduce il resto degli Autobot da Ratchet e, dopo una breve discussione con Mirage, gli Autobot convincono Ratchet a riparare il ponte spaziale trovato da Wheeljack e Bumblebee. Jetfire e Skywarp alla fine trovano la base Autobot ma, Jetfire diserta passando dalla parte degli Autobot e sconfigge Skywarp.
Alla fine della stagione, Optimus Prime lancia l'Allspark attraverso il ponte spaziale riparato in una posizione sconosciuta.

### Capitolo 2:Il sorgere della Terra(Earthrise)
I Transformers lasciano Cybertron per andare alla ricerca dell'Allspark, portando gli Autobot e i Decepticon ad atterrare sulla Terra. I Transformers Mercenari salgono sull'Arc e combattono contro gli Autobot. Gli Autobot vengono portati dai Quintessenziali che formano una sentenza per decidere il destino degli Autobot. La sentenza finisce con una delle cinque facce che taglia le altre facce così da poter prendere le decisioni da sola. Il capo mercenario Double Dealer chiede i soldi per aver catturato gli Autobot ma il Quintessenziale glieli nega. Il Quintessenziale arriva nella sala dove gli Autobot sono incatenati e li prova ad uccidere ma viene fermato da Double Dealer, arrabbiato per non aver ricevuto i soldi. Gli Autobot riescono a scappare e si dirigono verso il ponte spaziale, bloccato da una nave in mezzo. Inseriscono alcune bombe dentro la nave ma vengono fermati da Scorponok. Arrivano anche i Decepticon, che fanno squadra con gli Autobot per distruggere Scorponok. Starscream, pensando che Megatron fosse morto dopo l'esplosione delle bombe, attacca la nave del ponte spaziale facendola scoppiare. Il ponte spaziale viene distrutto e sia Autobot sia Decepticon finiscono nell'Universo Perduto. Optimus Prime viene aiutato da Sky Linx, che gli insegna a controllare la mente, mentre Megatron viene aiutato da Galvatron, che lo vuole aiutare a distruggere gli Autobot. Mentre stanno uscendo dall'Universo Perduto, Gli Autobot vengono attaccati dai Decepticon che però falliscono nella loro impresa. Riescono però tutti ad uscire dall'Universo Perduto. Mentre si dirigono verso uno strano pianeta (Terra) vengono attaccati dall'astronave di Double Dealer che però è stato ucciso dal Quintessenziale, che ora è al comando. L'Autobot Cog riesce a raggiungere l'astronave di Double Dealer e riesce a sparare al Quintessenziale, tagliandogli il braccio ma purtroppo Cog viene sconfitto dal Quintessenziale. Cog cerca di mandare un messaggio agli Autobot, dicendogli di cessare il fuoco ma loro non lo riescono a sentire e continuano a sparare finché l'astronave di Double Dealer non scoppia in mille pezzi, facendo precipitare sia l'astronave degli Autobot che quella dei Decepticon sulla Terra.

### Capitolo 3:Il regno(Kingdom)
Dopo uno strano incidente durante un viaggio nel tempo verso casa su Cybertron, i Transformers sbarcano sulla terra. Gli Autobot finiscono sotto un vulcano e incontrano i Maximal formati da Optimus Primal (Gorilla), Rattrap (Topo), Airazor (Aquila), Rhinox (Rinoceronte), Cheetor (Ghepardo) e infine da Tigatron (Tigre Bianca). Invece Megatron incontra i Predacon formati da un altro Megatron (T.Rex), Dinobot (Velociraptor) e Black Arachnia (Ragno). Megatron dei Predacon accoglie calorosamente Megatron e gli dà il Disco d'Oro, che gli era stato assegnato da Galvatron. Il Disco d'Oro ha l'abilità di prevedere il futuro. Starscream e Black Arachnia cominciano a borbottare sul fatto dei due Megatron e si alleano. Megatron comincia ad avere pensieri e allucinazioni molto brutte a causa della Matrice che ha rubato ad Optimus Prime nel 2º capitolo. Dopo un po' anche Dinobot si allea con Starscream e Black Arachnia. Nel frattempo Soundwave esce dall'Astronave, cattura Airazor e la porta dai due Megatron che la rinchiudono in cella. Mentre nell'Arca degli Autobot, i Maximal raccontano ad Optimus di provenire da un futuro in cui l'Allspark non è stato riportato su Cybertron e dove tutti vivono in schiavitù. Inoltre i Maximal chiedono ad Optimus Prime di mostrare la Matrice per affermare la sua identità ma purtroppo gli spiega che non può farlo perché gli è stata rubata da Megatron. I Maximal decidono comunque di aiutare gli Autobot così da cambiare il futuro. Autobot e Maximal si dirigono verso l'Astronave dei Decepticon in cerca di Airazor ma appena arrivati sulla cima di un monte, vengono attaccati dai Decepticon. Tutto questo a causa di Megatron che grazie al Disco d'Oro, aveva previsto il loro arrivo. Autobot e Maximal riescono lo stesso a scappare dai Decepticon e dai Predacon.
I Maximal hanno un'altra idea, far infiltrare Rattrap che visto che era un topo ed era piccolo, non lo avrebbe notato nessuno ma purtroppo Megatron sapeva anche che avevano mandato Rattrap e manda Astrotrain a fermarlo. Per fortuna arriva Mirage che insieme a Rattrap riesce a liberare Airazor e a fermare Astrotrain, rinchiudendolo in cella. Liberata Airazor, si dirigono verso l'Arca degli Autobot. Airazor si era fatta catturare apposta per mettere i GPS su alcuni Decepticon e su alcuni Predacon. Gli Autobot si accorgono che i Transformers a cui era stato messo il GPS, Erano tutti nello stesso punto e si dirigono sul luogo. Arrivati lì, si accorgono che l'Allspark ha generato una foresta e ci si addentrano. Nel frattempo, anche Starscream, Black Arachnia e Dinobot sono alla ricerca dell'Allspark, mentre i due Megatron e Soundwave si affidano esclusivamente al Disco d'Oro. all'Inter della foresta i tre gruppi cominciano ad avere le allucinazioni. Gli Autobot e i Maximal si dividono, Soundwave si perde mentre Starscream sogna di diventare Re. Dinobot si arrabbia, dicendo a Starscream di non fare lo sciocco ma lui si infuria e lo butta da un precipizio. Così Dinobot comincia a camminare senza sapere dove andare e per caso incontra Airazor. Dinobot la aiuta ma dopo un po' si dividono per sbaglio. Dinobot trova Soundwave e lo affronta battendolo, dopodiché incontra il Megatron dei Decepticon e tra i due nasce un violento scontro. Ma proprio quando Dinobot stava avendo la meglio, interviene l'altro Megatron che, nella sua forma di T-Rex, aggredisce Dinobot con un morso così potente da fargli staccare un braccio. Rimasto ferito gravemente, Dinobot si prepara ad essere giustiziato, non prima di accusare il suo Megatron di aver tradito i suoi ideali. Tuttavia quando il Megatron dei Decepticon viene distratto dalle allucinazioni, Dinobot si precipita sulla Matrice, gliela ruba e fugge nelle foreste. Ad un certo punto, Dinobot si imbatte in Optimus Prime e gli consegna la Matrice intimandogli di usarla saggiamente, dopodiché anche gli altri Autobot e Maximal, inclusa Airazor, giungono sul posto. In punto di morte, Dinobot si rivolge ad Optimus Primal confessandogli di aver desiderato numerose volte di disertare i Predacon per passare dal lato dei Maximal e chiedendogli se fosse stato accolto fra di loro, Primal gli risponde di sì, e con tono ironico aggiunge che sarebbe stato comunque un Maximal terribile. Dinobot sorridendo risponde con un "forse" e muore serenamente. In quel momento tutti gli Autobot e i Maximal si riuniscono e vanno verso l'Allspark. Optimus Prime incontra Megatron dei Decepticon e si riprende la Matrice. Così l'Allspark fa entrare Optimus Prime ma nega l'accesso a Megatron in quanto non possessore della Matrice tuttavia Megatron riesce comunque ad intrufolarsi nel palazzo dell'Allspark. Optimus Prime comincia un lungo combattimento contro Megatron ma viene aiutato da Optimus Primal, che riesce ad entrare grazie all'aiuto dell'anima di Dinobot. Alla fine Optimus Prime riesce a recuperare l'Allspark e ritorna all'Arca che è sotto attacco da parte dell'Astronave dei Decepticon. Ad un certo punto l'Arca si trasforma in un Transformers gigante e riesce a battere l'astronave dei Decepticon. I Decepticon vengono fatti prigionieri ma Unicron parla a Starscream riferendogli tutto il futuro. A quel punto Starscream impazzisce e cerca di fermare gli Autobot, che volevano ritornare su Cybertron ma non ci riesce. Ritornati su Cybertron, Optimus Prime e Bumblebee si dirigono verso il palazzo dove era riposto l'Allspark ma Megatron, grazie all'aiuto di Galvatron riesce ad uscire dalla cella. Optimus Prime, arrivato davanti al palazzo dell'Allspark, incontra Nemesis Prime e li capisce una cosa. Nemesis Prime e Galvatron sono l'equivalente del fallimento di Optimus Prime e Megatron di riportare l'Allspark su Cybertron. Optimus Prime comincia a combattere contro Nemesis Prime e manda Bumblebee al palazzo dell'Allspark. Nel frattempo arrivano anche Galvatron e Megatron e si mettono contro Optimus Prime. Bumblebee ripone l'Allspark al suo posto ma in quel momento l'Allspark diventa una palla d'acciaio, perché era morto. Bumblebee perde tutte le speranze ma tutte le anime dei Transformers caduti in battaglia ridiedero vita all'Allspark. In quell'esatto momento, tutti gli Autobot e tutti i Decepticon si mettono contro Nemesis Prime, Galvatron e Megatron. Improvvisamente Megatron raggionò e si mise contro Galvatron e Nemesis Prime che volevano usare l'Allspark per uccidere Unicron, infine l'Allspark si rivitalizzò e tolse l'oscurità da Cybertron. Invece Galvatron e Nemesis Prime furono distrutti da Unicron. La trilogia si conclude con la fine della guerra tra Autobot e Decepticon e tutto il pianeta ritorna alla normalità.

## Episodi
| Stagione         | Titolo originale | Titolo italiano        | Episodi | Pubblicazione |
| ---------------- | ---------------- | ---------------------- | ------- | ------------- |
| Prima stagione   | Siege            | L'assedio              | 6       | 2020          |
| Seconda stagione | Earthrise        | Il sorgere della Terra | 6       | 2020          |
| Terza stagione   | Kingdom          | Il Regno               | 6       | 2021          |

## Produzione
Dopo la conclusione della serie animata Prime Wars Trilogy nel luglio 2018 e la chiusura ufficiale di Machinima nel febbraio 2019, lo studio di produzione Hasbro Allspark e Netflix hanno annunciato una serie animata War for Cybertron Trilogy prodotta da Rooster Teeth, insieme ad Allspark Animation e Polygon Pictures. F.J. DeSanto sarebbe tornato come showrunner mentre George Krstic, Gavin Hignight e Brandon M. Easton si sono uniti come sceneggiatori. La prima stagione doveva originariamente essere pubblicata a giugno 2020, ma l'uscita è stata posticipata al 30 luglio a causa della pandemia COVID-19. L'uscita della seconda stagione è stata pubblicata il 30 dicembre 2020. La terza ed ultima stagione è stata pubblicata il 29 luglio 2021.
Il presidente ed amministratore delegato (CEO) di Polygon Pictures, Shuzo John Shiota, ha dichiarato: “Siamo entusiasti di lavorare con Rooster Teeth, Netflix e Hasbro per dare vita a questa storia orientata ai fan di More than Meets the Eye. L'universo dei Transformers ha tanti personaggi ricchi e storie avvincenti. Avere l'opportunità di far parte del team che dà vita ai robot sotto copertura in questa nuova trilogia è incredibile".
Tom Warner, vicepresidente senior del franchise Transformers della Hasbro, ha dichiarato: "Il marchio Transformers è un fenomeno globale con giocattoli, prodotti di consumo, film, programmi televisivi e letteratura, che risuona con milioni di fan appassionati in tutto il mondo. Questa nuovissima serie Netflix si aggiungerà all'incredibile lista di offerte dei Transformers con una storia davvero unica che delizierà sia i fan esistenti che coloro che vengono introdotti alla meraviglia dei robot sotto copertura".
Matt Hullum, co-fondatore e CCO di Rooster Teeth, ha dichiarato: "Transformers: War for Cybertron Trilogy segna la produzione inaugurale della nostra divisione Rooster Teeth Studios e siamo orgogliosi di collaborare ed affidarci alla Hasbro e a Netflix. Come fan di questi personaggi, è stata una gioia portare la nostra esperienza di narrazione e animazione in questo progetto. Questo teaser trailer è solo un assaggio di ciò che verrà in questa serie e non vediamo l'ora di vedere cosa ne pensano i fan, in particolare la nostra community di Rooster Teeth!".

## Doppiatori

### Arco 1:L'assedio(Siege)
- Optimus Prime (6 episodi), doppiato in originale da Jake Foushee e in italiano da Roberto Draghetti.
- Soundwave (6 episodi), doppiato in originale da Edward Bosco.
- Red Alert e Shockwave (6 episodi), doppiati in originale da Todd Haberkorn.
- Megatron (6 episodi), doppiato in originale da Jason Marnocha e in italiano da Dario Oppido.
- Chromia (6 episodi), doppiata in originale da Georgia Reed.
- Wheeljack (6 episodi), doppiato in originale da Bill Rogers e in italiano da Davide Marzi.
- Elita-1 (6 episodi), doppiata in originale da Linsay Rousseau e in italiano da Antonella Baldini.
- Jetfire (6 episodi), doppiato in originale da Keith Silverstein e in italiano da Alberto Caneva.
- Omega Supreme (6 episodi), doppiato in originale da Keith Silverstein.
- Starscream, doppiato in originale da Frank Todaro e in italiano da Simone Crisari.
- Refraktor, Ravage e Sparkless Bot (6 episodi), doppiati in originale da Frank Todaro.
- Sideswipe (6 episodi), doppiato in originale da Mark Whitten e in italiano da Enrico Pallini.
- Skywarp (6 episodi), doppiato in originale da Mark Whitten.
- Impactor (5 episodi), doppiato in originale da Brook Chalmers e in italiano da Massimo Bitossi.
- Comms Officer e Sparkless Bot (5 episodi), doppiati in originale da Brook Chalmers.
- Mirage (5 episodi), doppiato in originale da Shawn Hawkins e in italiano da Paolo Vivio.
- Hound (5 episodi), doppiato in originale da Jimmie Stafford.
- Ultra Magnus (4 episodi), doppiato in originale da Edward Bosco e in italiano da Francesco De Francesco.
- Ratchet (4 episodi), doppiato in originale da Rafael Goldste e in italiano da Metello Mori.
- Soundblaster (4 episodi), doppiato in originale da Rafael Goldste.
- Ironhide, Desperate Decepticon e Sparkless Bot (4 episodi), doppiati in originale da Kaiser Johnson.
- Prowl (4 episodi), doppiato in originale da Aaron Veach.
- Bumblebee (4 episodi), doppiato in originale da Joe Zieja e in italiano da Daniele Raffaeli.
- Cog (3 episodi), doppiato in originale da Brian Robert Burns.
- Barricade (3 episodi), doppiato in originale da Alexander DiLallo.
- Skytread (2 episodi), doppiato in originale da Philip Bache.
- Spinster (2 episodi), doppiato in originale da Gray G. Haddock.
- Thundercracker (2 episodi), doppiato in originale da Danny Hansen.
- Arcee (2 episodi), doppiata in originale da Sophia Isabella.
- Cliffjumper e Teletraan-1 (2 episodio), doppiati in originale da Miles Luna.
- Moonracer (2 episodi), doppiato in originale da Ellie Main.
- Alpha Trion (1 episodio), doppiato in originale da Ben Jurand.

### Arco 2:Il sorgere della Terra(Earthrise)
- Megatron (6 episodi) e Galvatron (1 episodio), doppiati in originale da Jason Marnocha e in italiano da Dario Oppido.
- Starscream (6 episodi), doppiato in originale da Frank Todaro e in italiano da Simone Crisari.
- Refraktor, Shamble e Ravage (6 episodi), doppiati in originale da Frank Todaro.
- Ironhide e Seeker Guard (6 episodi), doppiati in originale da Kaiser Johnson.
- Optimus Prime (5 episodi), doppiato in originale da Jake Foushee e in italiano da Alberto Angrisano.
- Arcee (5 episodi), doppiata in originale da Sophia Isabella/Jessica DiGiovanni.
- Wheeljack (5 episodi), doppiato in originale da Bill Rogers e in italiano da Davide Marzi.
- Bumblebee (5 episodi), doppiato in originale da Joe Zieja e in italiano da Daniele Raffaeli.
- Soundwave, Ultra Magnus e Factory Worker (4 episodi), doppiati in originale da Edward Bosco.
- Red Alert e Shockwave (4 episodi), doppiati in originale da Todd Haberkorn.
- Mirage e Factory Worker (4 episodi), doppiati in originale da Shawn Hawkins e in italiano da Paolo Vivio.
- Chromia (4 episodi), doppiata in originale da Georgia Reed
- Elita-1, Deseeus 2 (Doubt) (4 episodi), doppiate in originale da Linsay Rousseau.
- Scrapface (4 episodi), doppiato in originale da Adin Rudd.
- Jetfire e Omega Supreme (4 episodi), doppiati in originale da Keith Silverstein.
- Deseeus 1 (Death) (4 episodi), doppiato in originale da Keith Silverstein e in italiano da Francesco De Francesco.
- Sideswipe (4 episodi), doppiato in originale da Mark Whitten.
- Barricade (3 episodi), doppiato in originale da Alexander DiLallo.
- Ratchet e Autobot Security Officer (3 episodi), doppiati in originale da Rafael Goldstein.
- Doubledealer (3 episodi), doppiato in originale da Michael Schwalbe e in italiano da Saverio Indrio.
- Deseeus 3 (Wrath) (2 episodi), doppiata in originale da Jolene Andersen.
- Skytread (2 episodi), doppiato in originale da Philip Bache.
- Scorponok (2 episodi), doppiato in originale da Michael Dunn.
- Thundercracker (2 episodi), doppiato in originale da Danny Hansen.
- Teletraan-1 (2 episodi), doppiato in originale da Miles Luna.
- Hound (2 episodi), doppiato in originale da Jimmie Stafford.
- Bug Bite (2 episodi), doppiato in originale da Alex Taber.
- Prowl (2 episodi), doppiato in originale da Aaron Veach.
- Sky Lynx (doppiato in italiano da Davide Lepore) e Seeker Guard (2 episodi), doppiati in originale da Sean Wright.
- Cog (1 episodi), doppiato in originale da Brian Robert Burns.
- Spinster (1 episodi), doppiato in originale da Gray G. Haddock.
- Thrust (1 episodi), doppiato in originale da Michael Jones.
- Alpha Trion (1 episodio), doppiato in originale da Ben Jurand.
- Unicron (1 episodio), doppiato in originale da Jonathan Lipow
- Deseesus 5 (Wisdom) (1 episodio), doppiato in originale da Joseph Noughton.
- Exhaust (1 episodio), doppiato in originale da Ken Rogers.
- Dirge e Deseeus 4 (Wit) (1 episodio), doppiati in originale da Jay Sanford

### Arco 3:Il Regno(Kingdom)
- Predacon Megatron (6 episodi), doppiato in originale da Marqus Bobesich e in italiano da Gino Manfredi.
- Blackarachnia (6 episodi), doppiata in originale da Jeanne Carr.
- Airazor (6 episodi), doppiata in originale da Erin Ebers e in italiano da Deborah Ciccorelli.
- Optimus Prime (6 episodi) e Nemesis Prime (1 episodio), doppiati in originale da Jake Foushee e in italiano da Alberto Angrisano.
- Cheetor (6 episodi), doppiato in originale da Joe Hernandez.
- Megatron (6 episodi) e Galvatron (3 episodi), doppiato in originale da Jason Marmocha e in italiano da Dario Oppido.
- Optimus Primal (6 episodi), doppiato in originale da Justin Pierce e in italiano da Stefano Alessandroni.
- Starscream (6 episodi), doppiato in originale da Frank Todaro e in italiano da Simone Crisari.
- Rattrap, Laserbeak e Ravage (6 episodi), doppiati in originale da Frank Todaro.
- Rhinox (5 episodi), doppiato in originale da Andy Barnett.
- Arcee (5 episodi), doppiata in originale da Sophia Isabella/Jessica DiGiovanni.
- Wheeljack (5 episodi), doppiato in originale da Bill Rogers e in italiano da Davide Marzi.
- Bumblebee (5 episodi), doppiato in originale da Joe Zieja e in italiano da Daniele Raffaeli.
- Ultra Magnus (4 episodi), doppiato in originale da Edward Bosco e in italiano da Francesco De Francesco
- Soundwave(4 episodi), doppiato in originale da Edward Bosco.
- Ratchet (4 episodi), doppiato in originale da Rafael Goldstein.
- Dinobot (4 episodi), doppiato in originale da Krizz Kaliko e in italiano da Luca Graziani.
- Prowl (4 episodi), doppiato in originale da Aaron Veach.
- Ironhide (3 episodi), doppiato in originale da Kaiser Johnson.
- Unicron (3 episodi), doppiato in originale da Jonathan Lipow.
- Teletraan-1 / Arkbot (3 episodi), doppiato in originale da Miles Luna.
- Tigatron (3 episodi), doppiato in originale da Beau Marie e in italiano da Stefano Brusa.
- Sideswipe (3 episodi), doppiato in originale da Mark Whitten.
- Astrotrain (4 episodi) e Hotlink (1 episodio), doppiati in originale da Marcus Clark-Oliver.
- Mirage (2 episodi), doppiato in originale da Shawn Hawkins e in italiano da Paolo Vivio.
- Elita-1 (2 episodi), doppiata in originale da Linsay Rousseau e in italiano da Antonella Baldini.
- Hound (2 episodi), doppiato in originale da JW Stafford.
- Barricade (1 episodi), doppiato in originale da Alexander Dilallo.
- Predacon Scorponok (1 episodi), doppiati in originale da Danny Hansen.

## Accoglienza
In Rotten Tomatoes, la prima stagione ha un indice di approvazione del 95% basato sulle recensioni di 21 critici. Il consenso del sito recita: "Visivamente sbalorditivo, sorprendentemente profondo e ancora molto divertente, War for Cybertron: L'assedio dà nuova vita al franchise dei Transformers". La seconda stagione ha un indice di approvazione dell'86% basato sulle recensioni di 7 critici. La terza stagione ha un indice di approvazione del 90% basato sulle recensioni di 10 critici.

### Controversie
I fan hanno criticato Rooster Teeth per non aver usato doppiatori dal calibro di Peter Cullen, Frank Welker o doppiatori che erano stati precedentemente coinvolti nel franchise a causa del "talento vocale non sindacale". Garry Chalk (che in precedenza aveva doppiato Optimus Primal) è stato critico nei confronti del doppiaggio, che ha descritto come "a bassa energia".